# کانیون (تگزاس)
کانیون، تگزاس(به انگلیسی: Canyon, Texas) شهری در ایالت تگزاس از ایالات جنوبی ایالات متحده آمریکا است. در سرشماری سال ۲۰۰۰، جمعیت این شهر ۱۲۸۷۵ نفر اعلام شد.